# Ivar Kirkeby-Garstad
Ivar Kirkeby-Gartad, né le 5 août 1877 et décédé le 19 juin 1951 à Vikna est un homme politique norvégien, parlementaire et ancien ministre.
Ivar Kirkeby-Garstad a été membre du Storting pour le Comté de Nord-Trøndelag de 1922-1945, et  suppléant pour la période 1945-1949.  Kirkeby-Garstad a été Ministre de l'Agriculture et de l'alimentation dans le Gouvernement Kolstad en 1932, puis Ministre du Commerce extérieur dans le Gouvernement Hundseid de 1932-1933. 